# Mario Tokić
Mario Tokić (nacido el 23 de julio de 1975) es un exfutbolista croata.
Tokić inició su carrera profesional en el club NK Rijeka en 1992. Luego de seis años, en 1998, fue transferido al Dinamo Zagreb. En el 2001 fue transferido al Grazer AK de la Liga austriaca, donde jugó hasta el 2005, pues fue contratado por el Austria Viena. Desde el 2009 juega para el NK Zagreb.
Tokić fue parte del equipo nacional de Croacia que disputó la Eurocopa, no llegando a participar en ningún partido. Asimismo fue convocado para disputar la Copa Mundial de Fútbol de 2006.

## Clubes
| Club          | País    | Año         |
| ------------- | ------- | ----------- |
| Rijeka        | Croacia | 1992 - 1998 |
| Dinamo Zagreb | Croacia | 1998-2001   |
| Grazer AK     | Austria | 2001 - 2005 |
| Austria Viena | Austria | 2005 - 2007 |
| Rapid Viena   | Austria | 2007 - 2009 |
| NK Zagreb     | Croacia | 2009 - 2011 |